# Pontoporiidae
Pontoporiidae – rodzina ssaków z infrarzędu waleni (Cetacea) w obrębie rzędu parzystokopytnych (Artiodactyla). 

## Zasięg występowania
Rodzina obejmuje jeden żyjący współcześnie gatunek występujący w wodach wschodnio-południowej Ameryki Południowej.

## Podział systematyczny
Do rodziny należy jeden występujący współcześnie rodzaj: 
- Pontoporia J.E. Gray, 1846 – tonina – jedynym przedstawicielem jest Pontoporia blainvillei (P. Gervais & d’Orbigny, 1844) – tonina mała

Opisano również kilka rodzajów wymarłych:
- Auroracetus Gibson & Geisler, 2009[10] – jedynym przedstawicielem był Auroracetus bakerae Gibson & Geisler, 2009
- Brachydelphis Muizon, 1988[6]
- Pliopontos Muizon, 1983[11] – jedynym przedstawicielem był Pliopontos littoralis Muizon, 1983
- Pontistes Burmeister, 1885[12] – jedynym przedstawicielem był Pontistes rectifrons (Bravard, 1858)
- Protophocaena Abel, 1905[13] – jedynym przedstawicielem był Protophocaena minima Abel, 1905
- Samaydelphis Lambert, Collareta, Benites-Palomino, Di Celma, Muizon, Urbina, Bianucci & Porro, 2020[14] – jedynym przedstawicielem był Samaydelphis chacaltanae Lambert, Collareta, Benites-Palomino, Di Celma, Muizon, Urbina, Bianucci & Porro, 2020
- Scaldiporia Post, Louwye & Lambert, 2017[15] – jedynym przedstawicielem był Scaldiporia vandokkumi Post, Louwye & Lambert, 2017
- Stenasodelphis Godfrey & L.G. Barnes, 2008[16] – jedynym przedstawicielem był Stenasodelphis russellae  Godfrey & Barnes, 2008.